# 性同一性
性同一性（せいどういつせい、英語: gender identity）とは、自分自身のジェンダーについて感覚として深く経験したアイデンティティのことを指す。日本語では「性同一性」のほかに「ジェンダーアイデンティティ」や「性自認」とも表記される。

## 概説
染色体、ホルモン、生殖器官など性的特徴に基づく、女性、男性、インターセックスといった性別（sex）が人間社会では認識され、出生時に性別が割り当てられる。その出生時に割り当てられた性別が、自分自身が深く感じて経験したジェンダー（gender）と一致する人もいれば、一致しない人もいる。このように自分自身のジェンダーについて深く感じて経験したアイデンティティのことを性同一性（gender identity）と呼ぶ。
性同一性が出生時に割り当てられた性別と一致する人はシスジェンダーといい、一致しない人はトランスジェンダーという。トランスジェンダーの略語として「トランス」も用いられる。トランスセクシュアルという言葉もあるが、トランスジェンダーという用語と比べると使用が避けられる傾向にある。
性同一性が出生時に割り当てられた性別と一致しない人はトランスジェンダーだけではなく、ジェンダーフルイド、ジェンダークィア、ポリジェンダー、バイジェンダーなども含むノンバイナリー（Xジェンダー）も存在し、男女の二元論に当てはまらない場合もある。いかなるジェンダーもアイデンティティとしていない人はAジェンダー（エイジェンダー/アジェンダー）と呼ぶ。
男女の典型的な性的特徴とは少し異なる状態で生まれたインターセックス（性分化疾患）の人々の性同一性はより複雑に考えることになるが、やはりその性同一性は男性・女性・ノンバイナリーなどさまざまである。インターセックスの人々の約8.5～20%が性別違和を経験しているという研究もあり、「Intersex Human Rights Australia」の2015年の調査によればインターセックスの回答者の4分の1は、「女性や男性」以外の性同一性であると答えた。
他にも、世界中には昔から主流のジェンダー規範に当てはまらない人々は存在し、独自の文化を受け継いできており、第3の性別と表現したりする。例えば、アメリカ先住民におけるトゥー・スピリット、ポリネシアのファアファフィネ、南アジアのヒジュラーなどがある。こうした男性または女性という主流のジェンダー規範に当てはまらない人々を総称してジェンダー・バリアントと言うことがある。
性同一性は自称ではなく、ある程度の一貫性や継続性があるものなので、個人で好きなように自由に性別を選択できるものではない。そのため男性が「今日から女性だ」と言えばすぐさま性同一性が女性になるといったものではない。性同一性は日本では一般的に「心の性別」と表現されることがあるが、性同一性とは自分がどの性別集団に属しているのかについての帰属意識に関係するものであり、ゆえに「心の性別」という表現は不正確である。
性同一性は性的指向とは異なる概念である。性同一性がなんであれ、どんな性別の人に惹かれるか（異性愛か、同性愛か、両性愛かなど）は個人で違ってくる。例えば、ゲイの男性は男性に惹かれるからといって「女性になりたい」というわけではない。同性愛者だったが後に性同一性を自覚してトランスジェンダーとして生きる人もごくわずかには出現するが、そうした人が大勢いるという事実はない。
人が自分のジェンダーを服装や髪形など外面的にどう表現するかはジェンダー表現（性表現）と呼ばれるが、人々の中には自分の性同一性とジェンダー表現を合わせる者もいれば、あまり気にせずに自己表現する人もいる。なので、ある女性がボーイッシュな格好をしていても性同一性が男性ということには必ずしもならない。社会における男女二元論的な規範とは異なるかたちで自分を表現したりする人の総称としてジェンダー・ノンコンフォーミングという言葉もある。

### 日本語の表記
日本語では「gender identity」の訳語には「性同一性」「性自認」「ジェンダー・アイデンティティ」があり、いずれも意味は同じである。
しかし、一部には、「性自認」は「自称」にすぎず、「性同一性」は性同一性障害を前提にした医師の診断に基づく医学用語かのような誤解を招く用い方をする人もみられ、2023年6月に成立した性的指向及びジェンダーアイデンティティの多様性に関する国民の理解の増進に関する法律（LGBT理解増進法）の議論においても主に自由民主党の保守系の政治家がそうした主張を展開していた。
結局、最終的に成立したLGBT理解増進法では「ジェンダーアイデンティティ」が採用されたが、その国会審議にて「性同一性」「性自認」「ジェンダーアイデンティティ」のどちらも意味は同じだと再確認された。

## 歴史
「gender identity」という用語はロバート・ストーラーという精神医学の研究者によって1964年に造語され、導入された。そして1960年代にジョン・マネーによって用語は普及し、ジョン・マネーはジョンズ・ホプキンズ大学にジェンダーアイデンティティ・クリニックを設立した。性科学者のジョン・マネーはジョンズ・ホプキンズ大学の同僚であったジョーン・ハンプソンとジョン・ハンプソンと共に、1950年代からインターセックスの状態をもって生まれた人々における性別のアイデンティティの発達に関する研究を行っていた。身体が物理的に曖昧で、性器が明確には男性形でも女性形でもないインターセックスの人々が自分自身を男性や女性と考えるようになるのはなぜなのか解明することを目的とし、当時は心理社会的なプロセスの結果だと推測していた。ただし、この時期の研究は倫理的な問題も多く指摘され、とくにデイヴィッド・ライマーの件は悲劇として語られることもある。
その後、「gender identity」はトランスジェンダーの人々を説明する際に利用される概念となった。
2006年にはジョグジャカルタ原則が採択され、2011年には国際連合人権理事会で「人権と性的指向・性同一性」という決議が採択もされた。以降、国連が中心となって「United Nations Free & Equal」という啓発キャンペーンが行われるようになり、性同一性は人権として認識されている。

## メカニズム

### 自覚
性同一性は2～3歳や3～4歳で認識し始めると言われている。この年齢の子供たちは、男の子と女の子の違いを理解し始め、自分がどちらであるかを認識できるようになる。そして性役割を自覚して行動するようになり始める。
その子どもが典型的な性役割と異なる行動（例えば、男の子が女の子向けのドレスを着たいと言ったり、女の子になりたいと主張するなど）を一度か二度見せたとしても、ただちにその子の性同一性を断定することはできない。ある程度の一貫性があり、固執して、数か月、または数年にわたってそうした行動をとる場合、その子の性同一性は出生時に割り当てられた性別とは一致していない可能性がある。子どもの性同一性に関する言動は千差万別なので、不安なときはジェンダー・アファーミング・ケア（トランスジェンダー・ヘルスケア）に精通した専門家やジェンダークリニックに相談するのが望ましい。ただし、だからといって思春期前の幼い子どもが性別移行の医療処置を受けさせられることはない。
性同一性が出生時に割り当てられた性別と一致しないことによって起きる心理的苦痛は性別違和（gender dysphoria）と呼ばれる。性別違和は小児期に始まることもあるが、基本的に人生のいつでも起こりうる。一部の人にとって、性同一性は流動的であり、さまざまな状況で変化する可能性がある。

### 決定要因
性同一性がどのように決定されるかについて単一の説明はできない。遺伝的影響や出生前ホルモンレベルなどの生物学的要因、思春期や成人期以降の経験など、各種の要因が複合的に寄与していると科学的に考えられている。米国内分泌学会では、性同一性には生物学的な基盤を示す科学的根拠があり、施策にはこれを考慮すべきであるという見解をだしている。
性同一性の原因に関する研究は各所で行われているが、これらの理論は、トランスジェンダーの人々をシスジェンダーにするための「治療」へと接続する誤った方向の要求を増大させるだけではないかという指摘もある。なお、性同一性を強制的に変えようとする行為は「転向療法（コンバージョン・セラピー）」と呼ばれており、米国小児科学会やアメリカ医師会などは転向療法の危険性を指摘し、反対の立場を示している。転向療法はジェンダー・アファーミング・ケアや性別移行とは全く異なるものである。

### 医学的な扱い
性同一性が出生時に割り当てられた性別と一致しないことによって心理的苦痛（性別違和）を感じている場合は、アメリカ精神医学会の『精神障害の診断と統計マニュアル（DSM）』では精神障害と診断されることがあり、これはもっぱら医療的なジェンダー・アファーミング・ケア（トランスジェンダー・ヘルスケア）を受けるために必要となるからである。出生時に割り当てられた性別と一致しない性同一性を持つこと自体が精神障害というわけではない。
世界保健機関（WHO）が死因や疾病の国際的な統計基準として公表している分類『疾病及び関連保健問題の国際統計分類（ICD）』の「ICD-11」では、出生時に割り当てられた性別と自分が認識する性同一性が一致しないことは「性別不合（gender incongruence）」という呼称で定義されるようになり、精神疾患としては扱われなくなった。例えば「ICD-10」にあった「性転換症（トランスセクシュアリズム）」「子どもの性同一性障害」といった診断カテゴリは「成人期・思春期の性別不合」「小児期の性別不合」にそれぞれ置き換えられた。これにともない、医療分類を見直すことを各国に促している。
性同一性に関する心理的苦痛を感じている当事者のために、ジェンダー・アファーミング・ケア（トランスジェンダー・ヘルスケア）が提供される。具体的にはホルモン補充療法や性別適合手術などの医学的処置も含む。こうして人が自分の身体や生活スタイルを自分の性同一性に近いものへと変えていくプロセスを性別移行と呼ぶ。この医学的ケアについては世界トランスジェンダー・ヘルス専門家協会（WPATH）が基準となる専門的ガイダンスをまとめている。

## 差別
性同一性に対する差別や偏見が社会には蔓延している。とくにマイノリティな性同一性の人々は深刻な不平等を経験している。例えば、性同一性を尊重せずにその人の性別を誤って扱ってしまうことはミスジェンダリングと呼ばれる。具体的には、その人の望む代名詞を使わないこと、使わなくなった古い名前（デッドネーミング）を用いてしまうことなどである。
性同一性の概念を否定したり、冷笑する動きは世界で観察されている。一部の右翼メディアは、性同一性などLGBTに関わることを学校教育で子どもに教えるべきでないと主張する（LGBTグルーミング陰謀論）。一部のカトリック教や神道などの宗教関係者も性同一性に敵対的である。性同一性に対する差別を積極的に行う人々の中には「ジェンダー・イデオロギー」や「トランスジェンダリズム」といった言葉を独自に好んで持ち出す事例もある。

## 法的対応
性同一性はその人のアイデンティティの基礎であり、これを否定することは、その人の生活のあらゆる側面に悪影響を及ぼす。国際法律家委員会や元国際連合人権委員会の構成員や有識者らは、ジョグジャカルタ原則にて、性同一性に関係なく人は平等であることを再確認した。そこで国際連合人権高等弁務官事務所（OHCHR）は、性同一性の法的認知のプロセスについて、その人の性同一性に基づくこと、虐待的な医学的または法的要件を満たすように要求しないことなどを求めている。そしてセクシュアル・マイノリティとなっている性同一性の社会的偏見を取り除き、性同一性を含む差別禁止法を採択することの必要性を各国に伝えている。

### ヨーロッパ
- イギリスでは、2004年から18歳以上であること、性別違和である診断の医学的証拠を委員会へ申請すること、最低2年間は希望変更先の性別的に生活していることを義務付けており、これらを満たした場合は性別適合手術を受けていなくとも法的性別変更を認める「性別承認法（英語版）」を適用しているが、トランスの一部の人々は、現在の法的性別変更における医療要件を「押し付けがましく、屈辱的である」として廃止（セルフID制度導入）を要求している[67][68]。
- スペインでは、2006年に性別違和だと診断された医療レポートと2年間のホルモン治療のテストなどの要件を満たした場合に性別変更を認める「性同一性に関する法律 (Ley de identidad de género)」を成立させている[69]。2023年2月16日に、16歳以上は無条件で「行政上の申告」のみ、14歳～16歳未満は保護者の同意、12～14歳未満は裁判所から承認が得られれば、それぞれ性適合手術など医者の関与無しで法的性別変更を認める法案を可決した[69]。

### アフリカ
- 南アフリカ共和国では、2009年7月、性別適合手術や医療介入無くして当事者の法的性別変更を認める行政的決定がなされた。

### 南アメリカ
- アルゼンチンでも同様に、2012年5月、性別適合手術やホルモン療法も含めた医療介入無くして性別変更を認める立法が制定された。

### オーストラリア
- オーストラリアでは1984年性差別禁止法が定められ、その後、数次にわたって改正が行われており、同法の補正法として2013年改正性差別禁止法が定められ、性同一性等に基づく不利益な取扱いや不利な条件・要件・慣行が禁止された[70][71]。